# Torrijo del Campo (kommun)
Torrijo del Campo är en kommun i Spanien.   Den ligger i provinsen Provincia de Teruel och regionen Aragonien, i den östra delen av landet, 200 km öster om huvudstaden Madrid. Antalet invånare är 506.